# FK Babrungas
Futbolo klubas Babrungas, även känd som FK Babrungas eller Babrungas, är en fotbollsklubb i Plungė i Litauen. Lag spelar i Pirma lyga – den litauiska andra nivå.

## Historia
Futbolo klubas Babrungas grundades 1935. År 1956 blev årets mästare i Litauen.

### Historiska namn
- 1942—1947:	Babrungas
- 1948—1955:	Spartakas
- 1956—1972:	Linų audiniai
- 1973—1989:	Kooperatininkas
- 1990—1993:	Robotas
- sedan 1994:    Babrungas

## Meriter
- Klubben var litauiska mästare: 1956.
- Litauiska cupen: 
 Silver (2): 1955 och 1978.[1]

## Placering tidigare säsonger
1956–1961, Säsonger i högstadivisionen
| Säsong    | Nivå | Liga    | Placering | Referens |
| --------- | ---- | ------- | --------- | -------- |
| 1956      | 1    | A klasė | 1         | [ 2 ]    |
| 1957      | 1    | A klasė | 3         |          |
| 1958      | 1    | A klasė | 7         |          |
| 1958–1959 | 1    | A klasė | 4         |          |
| 1959–1960 | 1    | A klasė | 3         |          |
| 1960–1961 | 1    | A klasė | 5         |          |

Sedan 2016
| Säsong | Nivå | Liga                 | Placering | Referens |
| ------ | ---- | -------------------- | --------- | -------- |
| 2016   | 3    | Antra lyga (Vakarai) | 4         | [ 3 ]    |
| 2017   | 3    | Antra lyga (Vakarai) | 9         | [ 4 ]    |
| 2018   | 3    | Antra lyga (Vakarai) | 2         | [ 5 ]    |
| 2019   | 3    | Antra lyga (Vakarai) | 5         | [ 6 ]    |
| 2020   | 3    | Antra lyga (Vakarai) | 6         | [ 7 ]    |
| 2021   | 2    | Pirma lyga           | 8         | [ 8 ]    |
| 2022   | 2    | Pirma lyga           | 6         | [ 9 ]    |
| 2023   | 2    | Pirma lyga           | 5         | [ 10 ]   |
| 2024   | 2    | Pirma lyga           | 3         | [ 11 ]   |
| 2025   | 2    | Pirma lyga           |           | [ 12 ]   |

## Färger
????–2015.
| BABRUNGAS | BABRUNGAS |

Sedan 2016.
| BABRUNGAS | BABRUNGAS |

### Trikåer
| 1956 | 2010 | 2016 | Målvakt |

## Trupp 2025
Uppdaterad: 3 januari 2025
| 1  | Litauen   | MV | Tadas Aleksandravičius  |  |  |  |  |  |
| 44 | Brasilien | MV | Maycon Morales          |  |  |  |  |  |
| 99 | Litauen   | MV | Ernestas Žymantas       |  |  |  |  |  |
|    |           |    |                         |  |  |  |  |  |
| 5  | Japan     | F  | Shuto Asano             |  |  |  |  |  |
| 9  | Litauen   | F  | Aurelijus Barusas       |  |  |  |  |  |
| 13 | Litauen   | F  | Vytautas Birškys (kap.) |  |  |  |  |  |
| 15 | Litauen   | F  | Matas Jaudzemas         |  |  |  |  |  |
|    |           |    |                         |  |  |  |  |  |
| 3  | Litauen   | MF | Kostas Paplauskas       |  |  |  |  |  |
| 7  | Litauen   | MF | Rokas Rusys             |  |  |  |  |  |
| 8  | Litauen   | MF | Edvinas Mickevičius     |  |  |  |  |  |

| 14 | Litauen   | MF | Tomas Budrys              |  |  |  |  |  |
| 17 | Litauen   | MF | Vilius Butkus             |  |  |  |  |  |
| 18 | Litauen   | MF | Mantas Gedminas           |  |  |  |  |  |
| 20 | Italien   | MF | Vinicius Sarturi Hess ̺    |  |  |  |  |  |
| 22 | Brasilien | MF | Antonny Pietro Cancilieri |  |  |  |  |  |
| 23 | Litauen   | MF | Mantas Rusys              |  |  |  |  |  |
| 32 | Litauen   | MF | Marius Skirmantas         |  |  |  |  |  |
| 69 | Litauen   | MF | Nojus Bumblauskas         |  |  |  |  |  |
|    |           |    |                           |  |  |  |  |  |
| 6  | Litauen   | A  | Laurynas Gaudėšius        |  |  |  |  |  |
| 10 | Litauen   | A  | Deimantas Valauskas       |  |  |  |  |  |

## Tränare
- A. Jadziauskas, 1956
- Kęstutis Petkus, ????
- Jeremiah "Rudy" Roediger, 2017–2018[14]
- Kęstutis Petkus, ????